# MicroRNA e microRNAs alvo nos bancos de dados
O banco de dados de microRNA e bancos de dados de alvos microRNA é uma compilação de bancos de dados e portais e servidores da web usados para microRNAs e seus alvos. MicroRNAs (miRNAs) representam uma classe importante de pequenos RNAs não codificantes (ncRNAs) que regulam a expressão gênica por direcionamento a RNAs mensageiros. 

## Bancos de dados microRNA
| Nome         | Descrição | modelo        | Link                   | Referências |
| ------------ | --- | ------------- | ---------------------- | ----------- |
| deepBase     | deepBase é um banco de dados para anotar e descobrir ncRNAs pequenos e longos (microRNAs, siRNAs, piRNAs ...) a partir de dados de sequenciamento profundo de alto rendimento. | base de dados | local na rede Internet | [ 3 ]       |
| miRBase      | O banco de dados miRBase é um banco de dados pesquisável de sequências e anotações miRNA publicadas. | base de dados | local na rede Internet | [ 4 ]       |
| microRNA.org | microRNA.org é um banco de dados para padrões de expressão de microRNA observados experimentalmente e alvos de microRNA previstos e pontuações de downregulation de alvos. | base de dados | local na rede Internet | [ 5 ]       |
| miRGen 4.0   | DIANA-miRGen v4: indexando promotores e reguladores para mais de 1500 microRNAs | base de dados | local na rede Internet | [ 6 ]       |
| miRNAMap     | miRNAMap: mapas genômicos de genes de microRNA e seus genes-alvo em genomas de mamíferos | base de dados | local na rede Internet | [ 7 ]       |
| PMRD         | PMRD: banco de dados de microRNA da planta | base de dados | local na rede Internet | [ 8 ]       |
| TargetScan   | O TargetScan7.0 classifica os microRNAs de acordo com seu nível de conservação (ou seja, espécie-específico, conservado entre mamíferos ou amplamente conservado entre vertebrados) e os agrega em famílias com base em sua sequência de sementes. Ele também anota isomiRs conservados usando pequenos conjuntos de dados de sequenciamento de RNA. | base de dados | local na rede Internet | [ 9 ]       |
| VIRmiRNA     | VIRmiRNA é o primeiro recurso dedicado em miRNA viral experimental e seus alvos . Este recurso também fornece conhecimento inclusivo sobre miRNAs antivirais conhecidos por desempenhar um papel na imunidade antiviral do hospedeiro. | Base de dados | local na rede Internet | [ 10 ]      |

- banco de dados starBase
- Ferramenta StarScan
- Cupido: reconstrução simultânea de redes microRNA-alvo e ceRNA
- banco de dados miRBase
- banco de dados deepBase
- TargetScan
- picTar
- banco de dados miRecords
- Banco de dados TarBase
- Biblioteca de ID de destino
- Banco de dados miRTarBase
- Ferramenta MBSTAR

1. ↑  «MicroRNA and microRNA target database». Wikipedia (em inglês). 5 de julho de 2021. Consultado em 9 de dezembro de 2021
2. ↑  Bartel, D. P. (2009). «MicroRNAs: Target Recognition and Regulatory Functions». Cell. 136 (2): 215–233. PMC 3794896. PMID 19167326. doi:10.1016/j.cell.2009.01.002
3. ↑  Yang JH, Shao P, Zhou H, Chen YQ, Qu LH (2010). «deepBase: a database for deeply annotating and mining deep sequencing data.». Nucleic Acids Res. 38 (Database issue): D123-130. PMC 2808990. PMID 19966272. doi:10.1093/nar/gkp943
4. ↑  Griffiths-Jones S, Saini HK, van Dongen S, Enright AJ (2008). «miRBase: tools for microRNA genomics.». Nucleic Acids Res. 36 (Database issue): D154–D158. PMC 2238936. PMID 17991681. doi:10.1093/nar/gkm952
5. ↑  Betel D, Wilson M, Gabow A, Marks DS, Sander C (2007). «The microRNA.org resource: targets and expression.». Nucleic Acids Res. 36 (Database issue): D149-153. PMC 2238905. PMID 18158296. doi:10.1093/nar/gkm995
6. ↑  Perdikopanis N, Georgakilas GK, Grigoriadis D, Pierros V, Kavakiotis I, Alexiou P, Hatzigeorgiou A (2021). «DIANA-miRGen v4: indexing promoters and regulators for more than 1500 microRNAs». Nucleic Acids Res. 49 (D1): D151-159. PMC 7778932. PMID 33245765. doi:10.1093/nar/gkaa1060
7. ↑  Hsu PW, Huang HD, Hsu SD, Lin LZ, Tsou AP, Tseng CP, Stadler PF, Washietl S, Hofacker IL (2006). «miRNAMap: genomic maps of microRNA genes and their target genes in mammalian genomes.». Nucleic Acids Res. 34 (Database issue): D135-139. PMC 1347497. PMID 16381831. doi:10.1093/nar/gkj135
8. ↑  Zhang Z, Yu J, Li D, Zhang Z, Liu F, Zhou X, Wang T, Ling Y, Su Z (2010). «PMRD: plant microRNA database.». Nucleic Acids Res. 38 (Database issue): D806-813. PMC 2808885. PMID 19808935. doi:10.1093/nar/gkp818
9. 1 2  Agarwal, Vikram; Bell, George W.; Nam, Jin-Wu; Bartel, David P. (12 de agosto de 2015). «Predicting effective microRNA target sites in mammalian mRNAs». eLife. 4: e05005. ISSN 2050-084X. PMC 4532895. PMID 26267216. doi:10.7554/eLife.05005. Cópia arquivada em 27 de agosto de 2015
10. ↑  Qureshi, Abid; Thakur, Nishant; Monga, Isha; Thakur, Anamika; Kumar, Manoj (1 de janeiro de 2014). «VIRmiRNA: a comprehensive resource for experimentally validated viral miRNAs and their targets». Database: The Journal of Biological Databases and Curation. 2014: bau103. ISSN 1758-0463. PMC 4224276. PMID 25380780. doi:10.1093/database/bau103